# مدان
مِدانْ (اندونزیایی: Kota Medan) پایتخت استان سوماترای شمالی در اندونزی است. این شهر در بخش شمالی استان و در نزدیکی دریا قرار گرفته و چهارمین شهر بزرگ این کشور به‌شمار می‌رود. این شهر بعد از جاکارتا و سورابایا و همچنین بزرگترین شهر خارج از جاوه سومین شهر بزرگ اندونزی است. شهر مادان دروازه قسمت غربی اندونزی با حضور بندر بلوان و فرودگاه بین المللی کوالا نامو است که دومین فرودگاه بزرگ در اندونزی است. دسترسی از مرکز شهر به بندر و فرودگاه با جاده های پر عوارض و قطار تکمیل می شود. مِدانْ اولین شهر اندونزی است که فرودگاه ها را با قطار ادغام می کند. هم مرز با تنگه مالاکا ، مدان را به یک شهر تجاری ، صنعتی و تجاری بسیار مهم در اندونزی تبدیل می کند.
مدان از سمت شرق، جنوب و غرب به منطقهٔ دلی‌سردانگ و از سمت شمال به تنگهٔ ملکه محدود شده‌است. مساحت این شهر ۲۶۵٫۱۰ کیلومتر مربع و جمعیت آن در سال ۲۰۰۷ بالغ بر ۲٬۰۸۳٬۱۵۶ نفر بوده‌است.

## نگارخانه

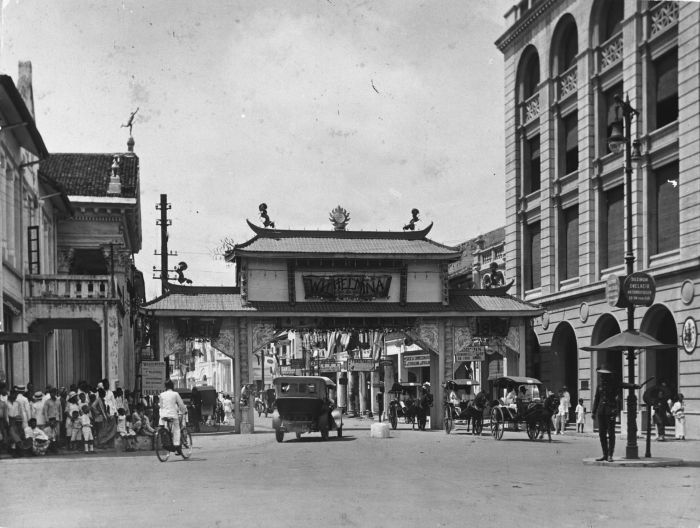
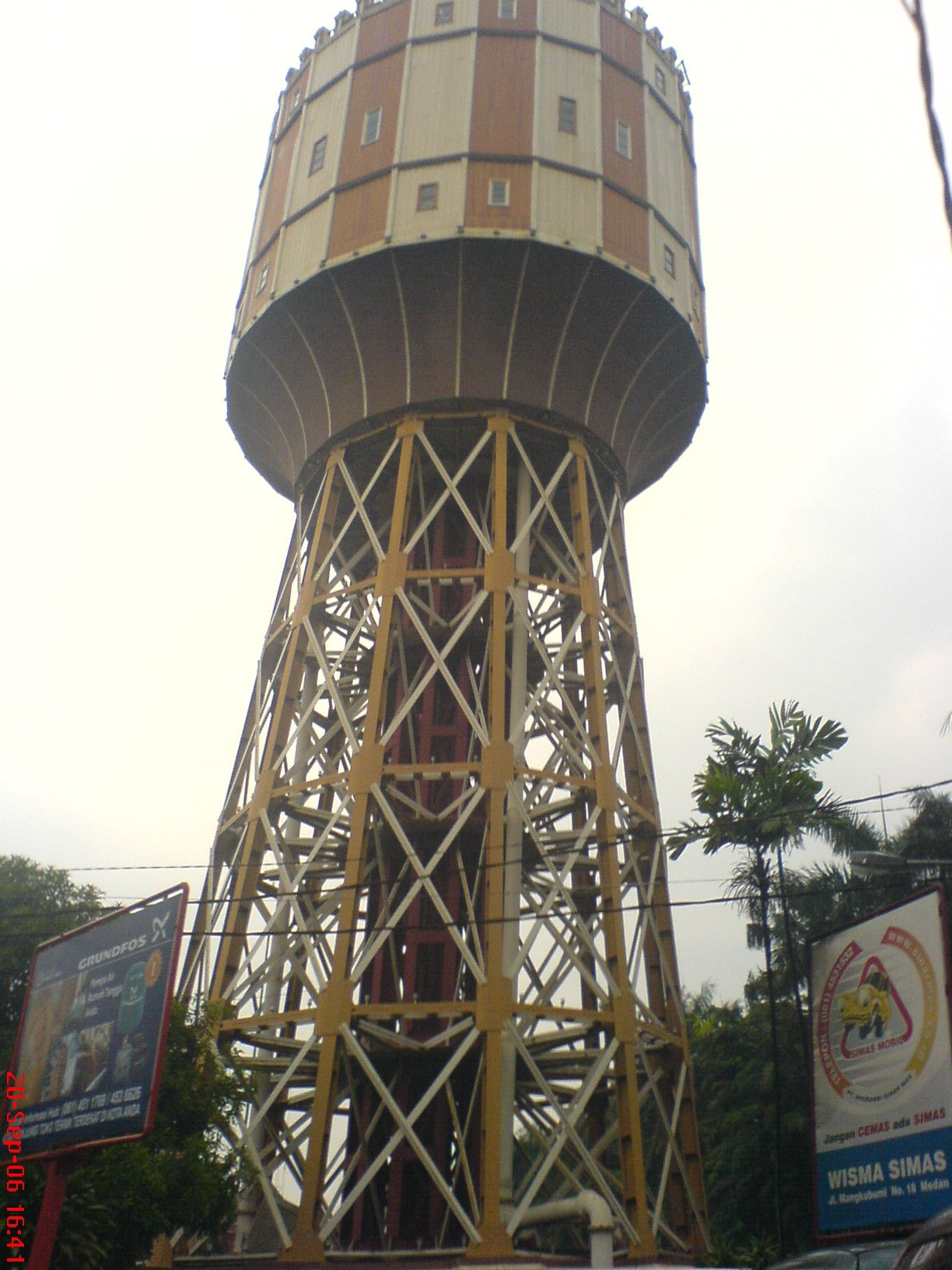
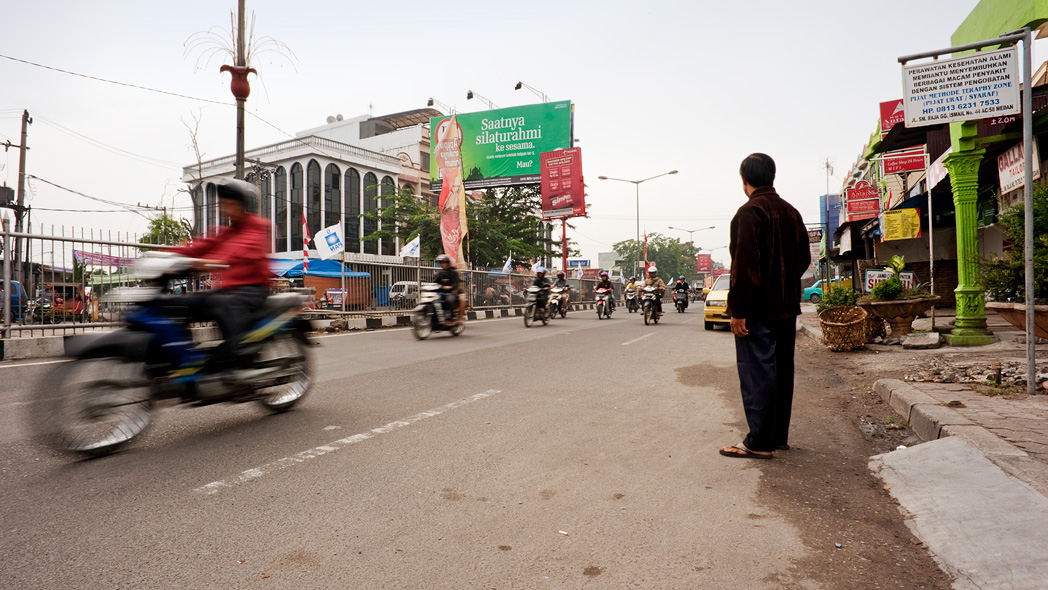
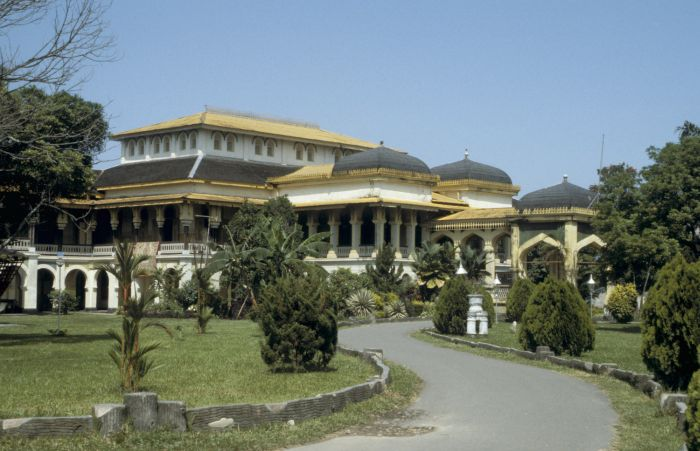
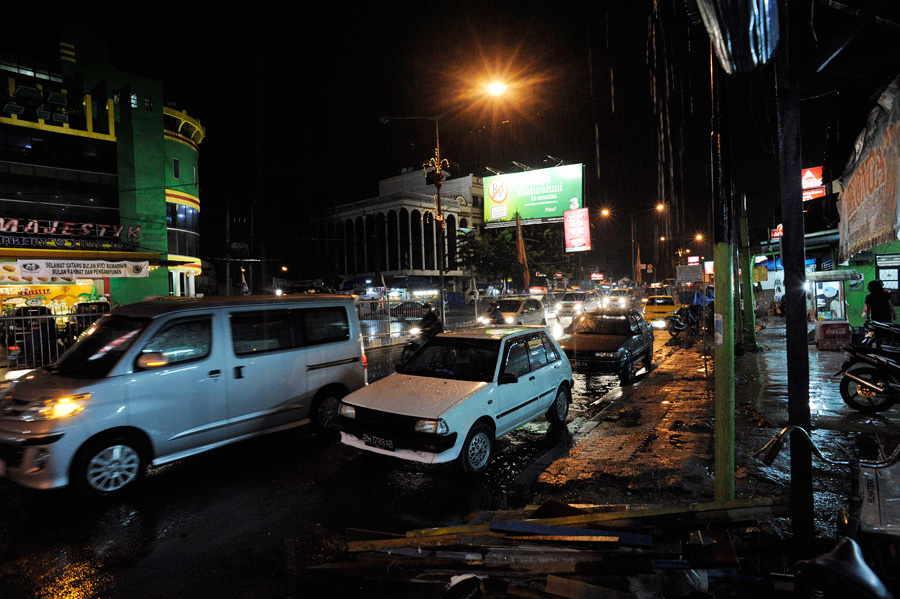
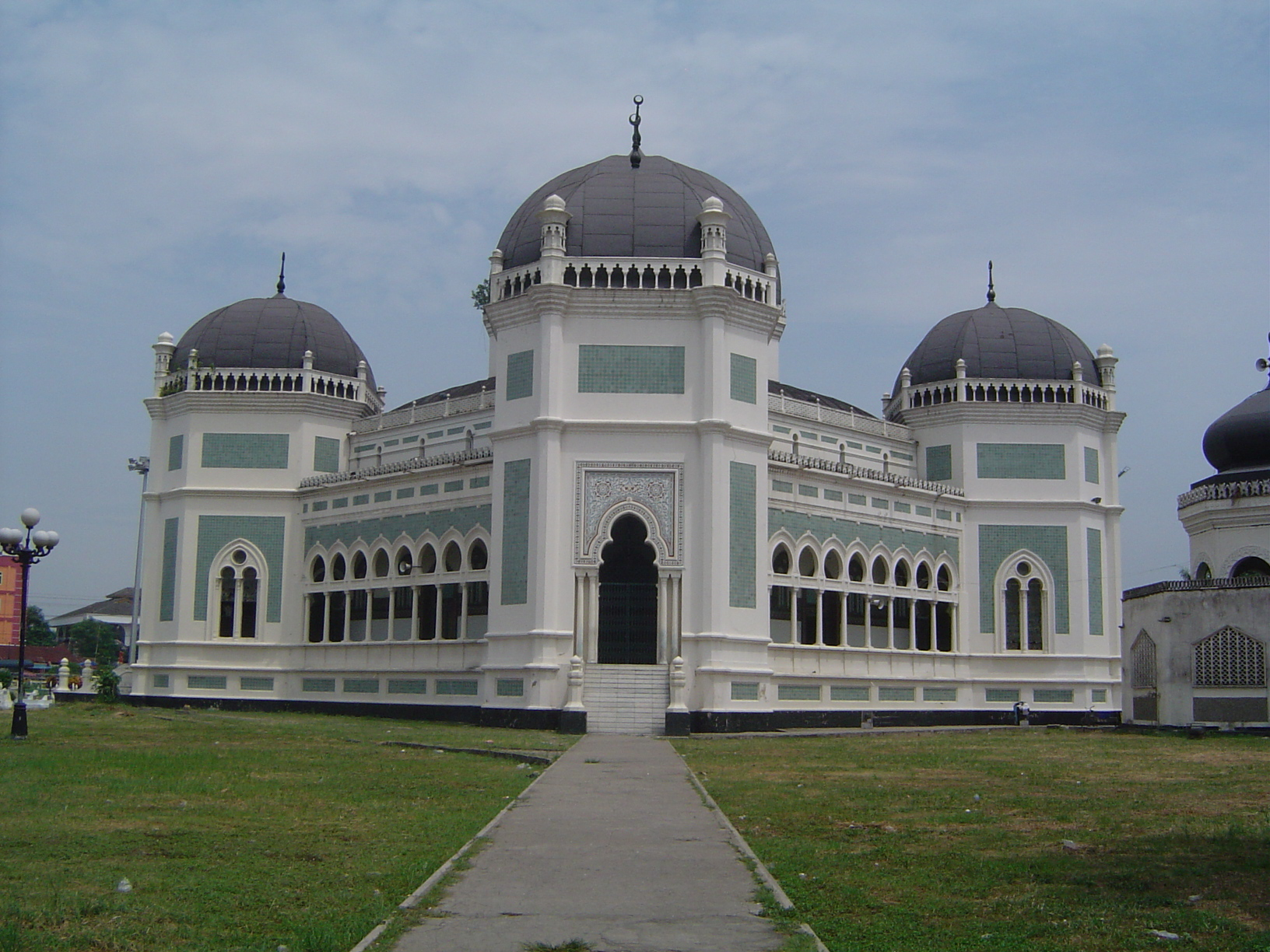
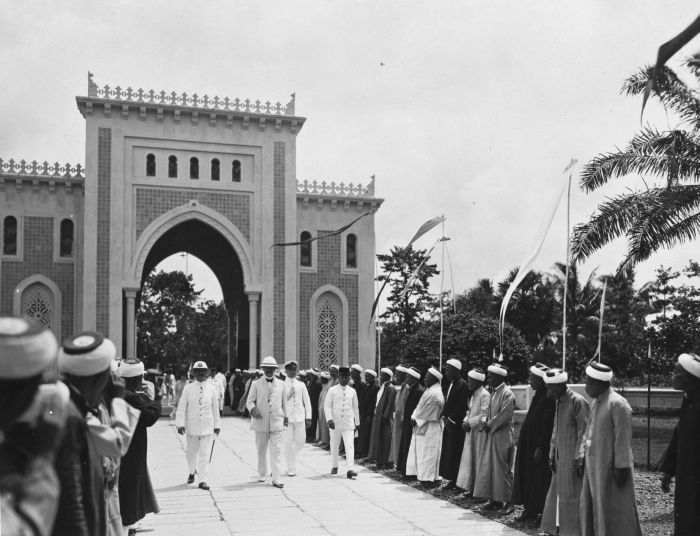
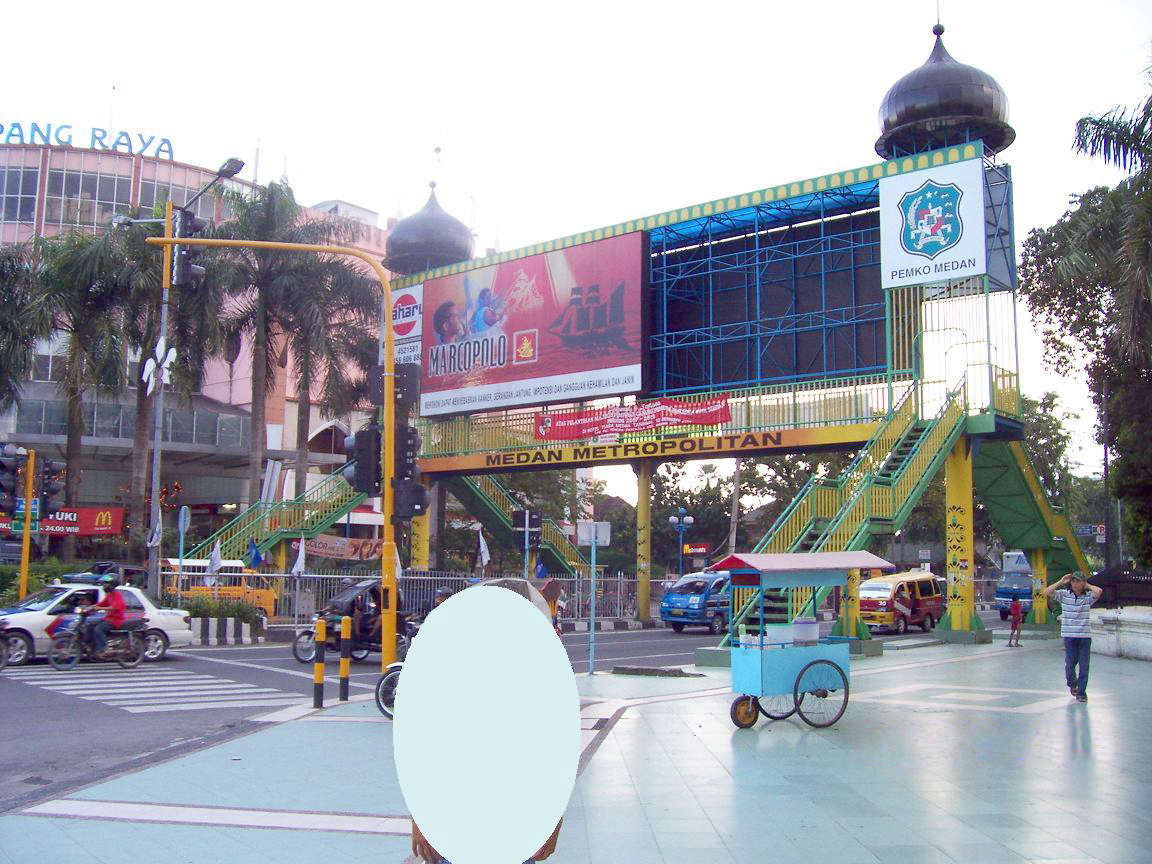